# Afscheid (Volumia!)
Afscheid is een Nederlandstalige single en werd geschreven door Xander de Buisonjé met de compositie en arrangement van Axel Lindelauf en Hans Paul Nieskens. In het voorjaar van 1998 scoorde Volumia! een top 5-hit ermee en zangeres Glennis Grace scoorde in 2011 er een hit mee. 

## Volumia!
De muziekgroep Volumia! bracht in maart 1998 het nummer uit op single en is afkomstig van hun debuutalbum Volumia!
In Nederland werd de single veel gedraaid op de landelijke radiozenders en werd een hit. De single behaalde de 4e positie in zowel de Nederlandse Top 40 op destijds Radio 538 als in de publieke hitlijst, destijds de Mega Top 100 op Radio 3FM, met respectievelijk negentien en achtentwintig weken notering. 
In België (Vlaanderen) deed de single het zelfs nog iets beter en behaalde de 2e positie in zowel de Vlaamse Ultratop 50 als de Vlaamse Radio 2 Top 30.
Zanger De Buisonjé verkondigde dat hij het nummer in 1992 had geschreven, toen zijn vriendin naar Sint Maarten vertrok voor een hotelstage. Hij had liever niet dat ze ging; dit viel duidelijk uit de tekst Nee, je hoeft niet te gaan op te maken. Het nummer bleef vervolgens ongebruikt, totdat hij er met zijn band Volumia! wat mee kon tijdens het opnemen van hun eerste album in 1997.
De single is inmiddels een klassieker in studentenkringen en kreeg veel speeltijd op de Nederlandse landelijke radiozenders als Radio 538, Noordzee FM, Veronica FM, 100% nl, Radio 2 en Radio 3FM.

### Videoclip
De Buisonjé speelde als frontman van Volumia! de hoofdrol in de videoclip. Hij bezingt zijn relatiedrama achter een piano met om zich heen een leeg café. Het tafereel speelt zich af na sluitingstijd waar stoelen rommelig staan opgesteld en er nog half leeggedronken glazen op de toonbank staan. De Buisonjé gooit nog met een stoel tijdens het refrein en eindigt aan de toonbank. De clip is  opgenomen op 16mm film met Paul Staartjes als cameraman en geregisseerd door Ger Loogman.

## Hitnoteringen

### Nederlandse Top 40
| Hitnotering: 04-04-1998 t/m 08-08-1998 | Hitnotering: 04-04-1998 t/m 08-08-1998 | Hitnotering: 04-04-1998 t/m 08-08-1998 | Hitnotering: 04-04-1998 t/m 08-08-1998 | Hitnotering: 04-04-1998 t/m 08-08-1998 | Hitnotering: 04-04-1998 t/m 08-08-1998 | Hitnotering: 04-04-1998 t/m 08-08-1998 | Hitnotering: 04-04-1998 t/m 08-08-1998 | Hitnotering: 04-04-1998 t/m 08-08-1998 | Hitnotering: 04-04-1998 t/m 08-08-1998 | Hitnotering: 04-04-1998 t/m 08-08-1998 | Hitnotering: 04-04-1998 t/m 08-08-1998 | Hitnotering: 04-04-1998 t/m 08-08-1998 | Hitnotering: 04-04-1998 t/m 08-08-1998 | Hitnotering: 04-04-1998 t/m 08-08-1998 | Hitnotering: 04-04-1998 t/m 08-08-1998 | Hitnotering: 04-04-1998 t/m 08-08-1998 | Hitnotering: 04-04-1998 t/m 08-08-1998 | Hitnotering: 04-04-1998 t/m 08-08-1998 | Hitnotering: 04-04-1998 t/m 08-08-1998 | Hitnotering: 04-04-1998 t/m 08-08-1998 |
| Week:                                  | 1                                      | 2                                      | 3                                      | 4                                      | 5                                      | 6                                      | 7                                      | 8                                      | 9                                      | 10                                     | 11                                     | 12                                     | 13                                     | 14                                     | 15                                     | 16                                     | 17                                     | 18                                     | 19                                     |                                        |
| -------------------------------------- | -------------------------------------- | -------------------------------------- | -------------------------------------- | -------------------------------------- | -------------------------------------- | -------------------------------------- | -------------------------------------- | -------------------------------------- | -------------------------------------- | -------------------------------------- | -------------------------------------- | -------------------------------------- | -------------------------------------- | -------------------------------------- | -------------------------------------- | -------------------------------------- | -------------------------------------- | -------------------------------------- | -------------------------------------- | -------------------------------------- |
| Positie:                               | 27                                     | 19                                     | 11                                     | 7                                      | 4                                      | 4                                      | 4                                      | 7                                      | 7                                      | 8                                      | 10                                     | 12                                     | 17                                     | 17                                     | 23                                     | 24                                     | 28                                     | 36                                     | 38                                     | uit                                    |

### Mega Top 100
| Hitnotering: 21-03-1998 t/m 26-09-1998 | Hitnotering: 21-03-1998 t/m 26-09-1998 | Hitnotering: 21-03-1998 t/m 26-09-1998 | Hitnotering: 21-03-1998 t/m 26-09-1998 | Hitnotering: 21-03-1998 t/m 26-09-1998 | Hitnotering: 21-03-1998 t/m 26-09-1998 | Hitnotering: 21-03-1998 t/m 26-09-1998 | Hitnotering: 21-03-1998 t/m 26-09-1998 | Hitnotering: 21-03-1998 t/m 26-09-1998 | Hitnotering: 21-03-1998 t/m 26-09-1998 | Hitnotering: 21-03-1998 t/m 26-09-1998 | Hitnotering: 21-03-1998 t/m 26-09-1998 | Hitnotering: 21-03-1998 t/m 26-09-1998 | Hitnotering: 21-03-1998 t/m 26-09-1998 | Hitnotering: 21-03-1998 t/m 26-09-1998 | Hitnotering: 21-03-1998 t/m 26-09-1998 |
| Week:                                  | 1                                      | 2                                      | 3                                      | 4                                      | 5                                      | 6                                      | 7                                      | 8                                      | 9                                      | 10                                     | 11                                     | 12                                     | 13                                     | 14                                     | 15                                     |
| -------------------------------------- | -------------------------------------- | -------------------------------------- | -------------------------------------- | -------------------------------------- | -------------------------------------- | -------------------------------------- | -------------------------------------- | -------------------------------------- | -------------------------------------- | -------------------------------------- | -------------------------------------- | -------------------------------------- | -------------------------------------- | -------------------------------------- | -------------------------------------- |
| Positie:                               | 81                                     | 39                                     | 24                                     | 14                                     | 9                                      | 8                                      | 4                                      | 4                                      | 4                                      | 6                                      | 6                                      | 5                                      | 9                                      | 12                                     | 15                                     |
| Week:                                  | 16                                     | 17                                     | 18                                     | 19                                     | 20                                     | 21                                     | 22                                     | 23                                     | 24                                     | 25                                     | 26                                     | 27                                     | 28                                     |                                        |                                        |
| Positie:                               | 18                                     | 23                                     | 26                                     | 31                                     | 38                                     | 42                                     | 44                                     | 50                                     | 51                                     | 56                                     | 64                                     | 72                                     | 80                                     | uit                                    |                                        |

### Vlaamse Ultratop 50
| Hitnotering: 05-12-1998 t/m 08-05-1999 | Hitnotering: 05-12-1998 t/m 08-05-1999 | Hitnotering: 05-12-1998 t/m 08-05-1999 | Hitnotering: 05-12-1998 t/m 08-05-1999 | Hitnotering: 05-12-1998 t/m 08-05-1999 | Hitnotering: 05-12-1998 t/m 08-05-1999 | Hitnotering: 05-12-1998 t/m 08-05-1999 | Hitnotering: 05-12-1998 t/m 08-05-1999 | Hitnotering: 05-12-1998 t/m 08-05-1999 | Hitnotering: 05-12-1998 t/m 08-05-1999 | Hitnotering: 05-12-1998 t/m 08-05-1999 | Hitnotering: 05-12-1998 t/m 08-05-1999 | Hitnotering: 05-12-1998 t/m 08-05-1999 |
| Week:                                  | 1                                      | 2                                      | 3                                      | 4                                      | 5                                      | 6                                      | 7                                      | 8                                      | 9                                      | 10                                     | 11                                     | 12                                     |
| -------------------------------------- | -------------------------------------- | -------------------------------------- | -------------------------------------- | -------------------------------------- | -------------------------------------- | -------------------------------------- | -------------------------------------- | -------------------------------------- | -------------------------------------- | -------------------------------------- | -------------------------------------- | -------------------------------------- |
| Positie:                               | 37                                     | 30                                     | 23                                     | 17                                     | 14                                     | 12                                     | 7                                      | 6                                      | 3                                      | 4                                      | 4                                      | 2                                      |
| Week:                                  | 13                                     | 14                                     | 15                                     | 16                                     | 17                                     | 18                                     | 19                                     | 20                                     | 21                                     | 22                                     | 23                                     |                                        |
| Positie:                               | 3                                      | 4                                      | 4                                      | 5                                      | 7                                      | 11                                     | 25                                     | 29                                     | 31                                     | 36                                     | 42                                     | uit                                    |

### Vlaamse Radio 2 Top 30
| Hitnotering: 12-12-1998 t/m 17-04-1999 | Hitnotering: 12-12-1998 t/m 17-04-1999 | Hitnotering: 12-12-1998 t/m 17-04-1999 | Hitnotering: 12-12-1998 t/m 17-04-1999 | Hitnotering: 12-12-1998 t/m 17-04-1999 | Hitnotering: 12-12-1998 t/m 17-04-1999 | Hitnotering: 12-12-1998 t/m 17-04-1999 | Hitnotering: 12-12-1998 t/m 17-04-1999 | Hitnotering: 12-12-1998 t/m 17-04-1999 | Hitnotering: 12-12-1998 t/m 17-04-1999 | Hitnotering: 12-12-1998 t/m 17-04-1999 | Hitnotering: 12-12-1998 t/m 17-04-1999 | Hitnotering: 12-12-1998 t/m 17-04-1999 | Hitnotering: 12-12-1998 t/m 17-04-1999 | Hitnotering: 12-12-1998 t/m 17-04-1999 | Hitnotering: 12-12-1998 t/m 17-04-1999 | Hitnotering: 12-12-1998 t/m 17-04-1999 | Hitnotering: 12-12-1998 t/m 17-04-1999 | Hitnotering: 12-12-1998 t/m 17-04-1999 | Hitnotering: 12-12-1998 t/m 17-04-1999 | Hitnotering: 12-12-1998 t/m 17-04-1999 |
| Week:                                  | 1                                      | 2                                      | 3                                      | 4                                      | 5                                      | 6                                      | 7                                      | 8                                      | 9                                      | 10                                     | 11                                     | 12                                     | 13                                     | 14                                     | 15                                     | 16                                     | 17                                     | 18                                     | 19                                     |                                        |
| -------------------------------------- | -------------------------------------- | -------------------------------------- | -------------------------------------- | -------------------------------------- | -------------------------------------- | -------------------------------------- | -------------------------------------- | -------------------------------------- | -------------------------------------- | -------------------------------------- | -------------------------------------- | -------------------------------------- | -------------------------------------- | -------------------------------------- | -------------------------------------- | -------------------------------------- | -------------------------------------- | -------------------------------------- | -------------------------------------- | -------------------------------------- |
| Positie:                               | 30                                     | 23                                     | 17                                     | 14                                     | 12                                     | 7                                      | 6                                      | 3                                      | 4                                      | 4                                      | 2                                      | 3                                      | 4                                      | 4                                      | 5                                      | 7                                      | 11                                     | 25                                     | 29                                     | uit                                    |

### NPO Radio 2 Top 2000
| Nummer met noteringen in de NPO Radio 2 Top 2000 | '01 | '02 | '03  | '04 | '05  | '06  | '07  | '08  | '09-'10 | '11  | '12  | '13  |
| ------------------------------------------------ | --- | --- | ---- | --- | ---- | ---- | ---- | ---- | ------- | ---- | ---- | ---- |
| Afscheid                                         | 760 | -   | 1389 | 750 | 1179 | 1871 | 1906 | 1467 | -       | 1750 | 1731 | 1963 |

1. ↑  Een '-' betekent dat het nummer niet was genoteerd en een vetgedrukt getal geeft de hoogste notering aan.
2. ↑  2001 was het eerste jaar met een notering voor dit nummer.
3. ↑  Deze tabel is bijgewerkt tot en met de meest recente editie (2024).

## Glennis Grace
Tijdens het televisieprogramma de beste zangers van Nederland, vertolkte Glennis Grace live het nummer Afscheid. Ze werd de winnaar van deze aflevering en het nummer werd veel gedownload, waardoor ze op 3 april 2011 op 1 stond in de iTunes Top 30. Op 8 april 2011 werd bekend dat het nummer op 1 in de Nederlandse Single Top 100 was binnengekomen.. Op 16 april belandde het nummer met stip op de 3e positie van de Nederlandse Top 40 op destijds Radio 538. De week daarna bereikte het de 2e positie als hoogste notering. Ook in de publieke hitlijst, de Mega Top 50 op 3FM, werd de 2e positie behaald.
Op 13 april 2011 trad Grace samen met Xander de Buisonjé op met het nummer Afscheid ten bate voor een benefietavond dat in het teken stond van de ramp in Japan.

### Hitnoteringen

#### Nederlandse Top 40
| Positie: | 3 | 2 | 4 | 4 | 6 | 5 | 4 | 5 | 6 | 7 | 12 | 14 | 21 | 24 | 31 | 40 | uit |

#### Single Top 100
| Hitnotering: 09-04-2011 t/m 13-08-2011 | Hitnotering: 09-04-2011 t/m 13-08-2011 | Hitnotering: 09-04-2011 t/m 13-08-2011 | Hitnotering: 09-04-2011 t/m 13-08-2011 | Hitnotering: 09-04-2011 t/m 13-08-2011 | Hitnotering: 09-04-2011 t/m 13-08-2011 | Hitnotering: 09-04-2011 t/m 13-08-2011 | Hitnotering: 09-04-2011 t/m 13-08-2011 | Hitnotering: 09-04-2011 t/m 13-08-2011 | Hitnotering: 09-04-2011 t/m 13-08-2011 | Hitnotering: 09-04-2011 t/m 13-08-2011 | Hitnotering: 09-04-2011 t/m 13-08-2011 | Hitnotering: 09-04-2011 t/m 13-08-2011 | Hitnotering: 09-04-2011 t/m 13-08-2011 | Hitnotering: 09-04-2011 t/m 13-08-2011 | Hitnotering: 09-04-2011 t/m 13-08-2011 | Hitnotering: 09-04-2011 t/m 13-08-2011 | Hitnotering: 09-04-2011 t/m 13-08-2011 | Hitnotering: 09-04-2011 t/m 13-08-2011 | Hitnotering: 09-04-2011 t/m 13-08-2011 | Hitnotering: 09-04-2011 t/m 13-08-2011 |
| Week:                                  | 1                                      | 2                                      | 3                                      | 4                                      | 5                                      | 6                                      | 7                                      | 8                                      | 9                                      | 10                                     | 11                                     | 12                                     | 13                                     | 14                                     | 15                                     | 16                                     | 17                                     | 18                                     | 19                                     |                                        |
| -------------------------------------- | -------------------------------------- | -------------------------------------- | -------------------------------------- | -------------------------------------- | -------------------------------------- | -------------------------------------- | -------------------------------------- | -------------------------------------- | -------------------------------------- | -------------------------------------- | -------------------------------------- | -------------------------------------- | -------------------------------------- | -------------------------------------- | -------------------------------------- | -------------------------------------- | -------------------------------------- | -------------------------------------- | -------------------------------------- | -------------------------------------- |
| Positie:                               | 1                                      | 1                                      | 3                                      | 2                                      | 2                                      | 3                                      | 3                                      | 2                                      | 6                                      | 15                                     | 14                                     | 20                                     | 30                                     | 28                                     | 38                                     | 39                                     | 42                                     | 55                                     | 80                                     | uit                                    |

#### NPO Radio 2 Top 2000
| Nummer met noteringen in de NPO Radio 2 Top 2000 | '11 | '12 | '13  | '14  | '15  |
| ------------------------------------------------ | --- | --- | ---- | ---- | ---- |
| Afscheid                                         | 641 | 559 | 1346 | 1756 | 1798 |

1. ↑  Een vetgedrukt getal geeft de hoogste notering aan.
2. ↑  2011 was het eerste jaar met een notering voor dit nummer.
3. ↑  Deze tabel is bijgewerkt tot en met de meest recente editie (2024).